# Wolfheart

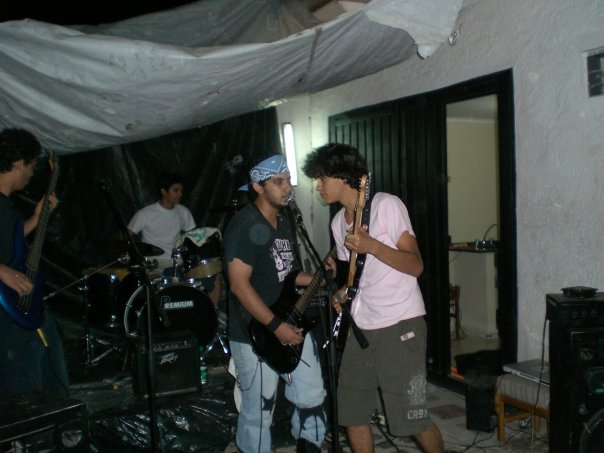
Le groupe Wolfheart

Wolfheart est le premier album du groupe Moonspell sorti en 1995.

## Liste des chansons
1. Wolfshade (A werewolf Masquerade) - 7:43
2. Loves Crime - 7:35
3. ...Of Dream And Drama (Midnight ride) - 4:00
4. Lua D'Inverno - 1:48
5. Trebaruna - 3:30
6. Vampiria - 5:37
7. An Erotic Alchemy - 8:05
8. Alma Mater - 5:36
9. Ataegina (Bonus track digipack) - 4:00